# فرانکندورف
فرانکندورف (به آلمانی: Frankendorf) یک شهر در آلمان است که در وایمارر لاند واقع شده‌است. فرانکندورف ۱۹۰ نفر جمعیت دارد.